# Shaman King: Zero
 (јап. ーマンキング0-zero-, Shāman Kingu 0-zero-) je manga koju je napisao i ilustrovao Hirojuki Takei, i prednastavak je njegovog serijala Shaman King. Serijalizovala se od 2011. do 2014. godine u Šueišinoj manga reviji Jump X. Poglavlja su sakupljena u dva tankobona.

## Izdavaštvo
Mangu Shaman King: Zero napisao je i ilustrovao Hirojuki Takei. Sastoji se od jednokratnih priča koje opisuju prošlosti likova iz Shaman King serijala. Manga se objavljivala u Šueišinoj manga reviji Jump X od 10. novembra 2011. do 10. oktobra 2014. godine, kada je magazin ugašen. Poglavlja su sakupljena u dva tankobona; prvi je izašao 10. maja 2012., a drugi 19. januara 2015. godine. Izdavačka kuća Kodanša je 2018. godine objavila tomove u digitalnom, a 17. juna 2021. godine reprintovala u štampanom formatu.
Važno je napomenuti da Zero-u prethodi kratka priča od 33 strane zvana Mappa Douji koja je bila u sklopu fenbuka i objašnjava Haovo detinjstvo i povezuje se sa, odnosno prethodi, šestom i sedmom poglavlju iz Zero-a.

### Spisak tomova
| - . "" (ニュー･シマネ・パラダイス ") - . "" (たんす WITH WOLVES") - . "" (摩多川 アンダー ザ ブリッジ ") - Dodatak: Episode − Chocolove. () |

| - . "" (麻葉童子II ~ 前編 ") - . "" (麻葉童子 ~ 後編 ") - . "" (ヤハべえ ") - . "" (カドゥ 驕る マハラジャ ~ 前編 ") - . "" (カドゥ 驕る マハラジャ ~ 中編 ") - . "" (カドゥ 驕る マハラジャ ~ 後編 ") - . "" (船上のメリークリスマス ") |